# Synanthedon syriaca
Synanthedon syriaca is een vlinder uit de familie wespvlinders (Sesiidae), onderfamilie Sesiinae.
Synanthedon syriaca is voor het eerst wetenschappelijk beschreven door Špatenka in 2001. De soort komt voor in het Palearctisch gebied.